# Elaphinis pumila
Elaphinis pumila är en skalbaggsart som beskrevs av Karl Henrik Boheman 1857. Elaphinis pumila ingår i släktet Elaphinis och familjen Cetoniidae. Inga underarter finns listade i Catalogue of Life.